# Nagyatád

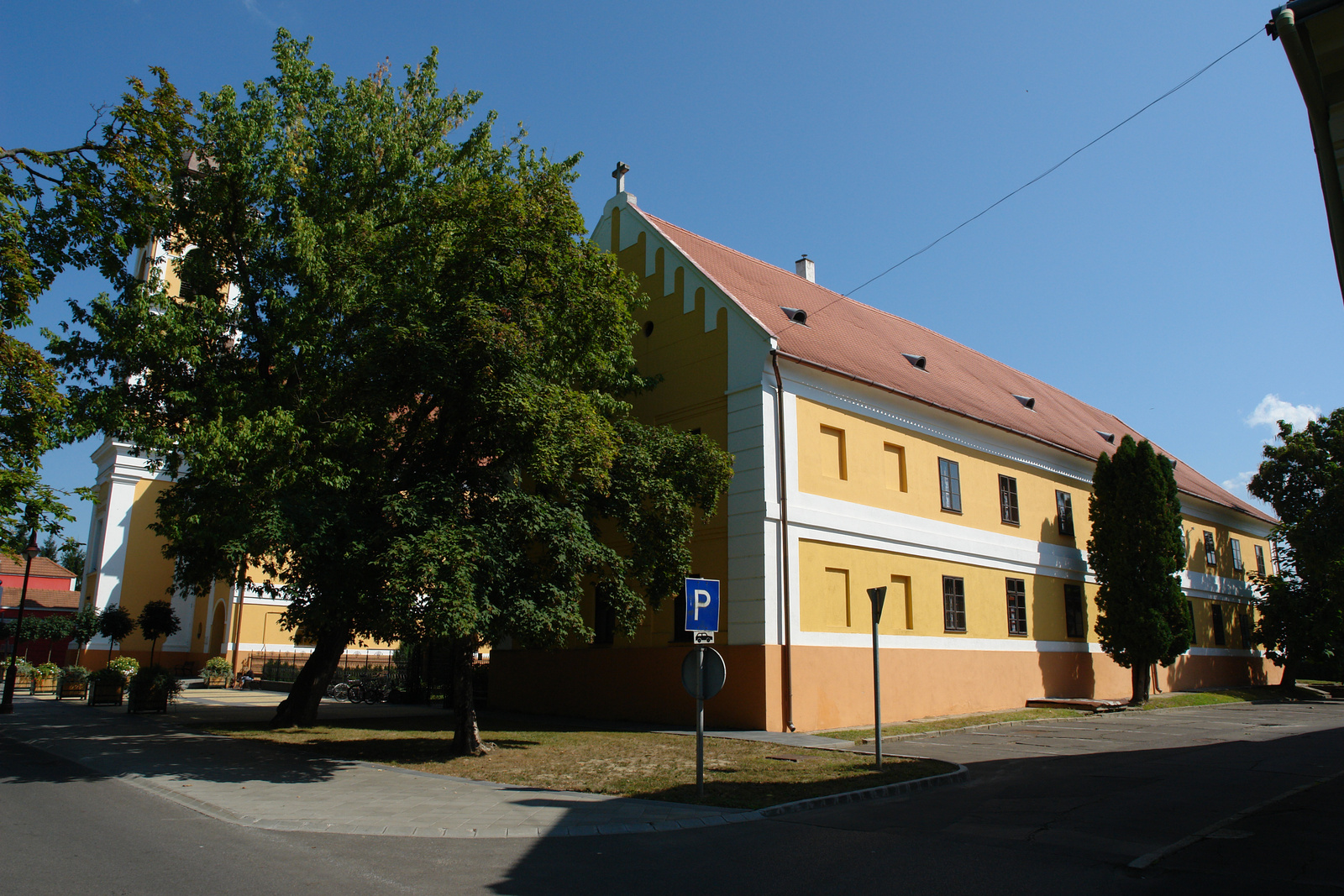
Fransiskanerklostret.

Nagyatád är en stad i provinsen Somogy i Ungern i distriktet med samma namn. Nagyatád hade år 2020 ett invånarantal på 9 956 invånare.
I staden ingår delarna Bodvica, Henész och Kivadár.